# Zvečan
Zvečan (v srbské cyrilici Звечан, albánsky Zveçan) je město na severu Kosova. V roce 2011 mělo podle sčítání lidu 1297 obyvatel. Opština Zvečan (tzn. samotné město s okolními vesnicemi) čítala 7341 obyvatel. Zvečan je obydlen převážně Srby. Město se nachází v údolí řeky Ibar, nedaleko od Kosovské Mitrovice.

## Historie
Město Zvečan vzniklo nedaleko místní pevnosti, ze které zůstaly pouze trosky. Rozvíjelo se v úzké soutěsce okolo řeky Ibar především díky obchodním trasám, které směřovaly z území dnešního Sandžaku a centrálního Srbska do Kosova. První informace o městě a jeho významu pocházejí z 11. století. Poprvé je připomínáno v souvislosti s pohraničními střety mezi středověkým Srbskem a Byzantskou říší.
Ve Zvečanské pevnosti měli své královské sídlo Nemanjićové.
Rozvoj moderního města umožnila výstavba průmyslového komplexu Trepča. Díky tomu se tak město rozšířilo až ke Kosovské Mitrovici a sousedním vesnicím Donje Korilje a Veliko Rudare. Od roku 1926 až do začátku druhé světové války (v roce 1941) se zde také nacházela anglická čtvrť, kde žili odborníci, kteří průmyslový komplex řídili. V roce 1933 byla v Trepči otevřena škola. Po skončení války a příchodu komunistů k moci byl podnik Trepča znárodněn a Britové odešli. V roce 1953 byl vybudován ve městě Dělnický dům s kinem a tanečním sálem. Později zde vznikl i hotel, poliklinika, pošta a bazén. Větší investice do infrastruktury města však skončily na začátku 70. let, kdy se celé jugoslávské hospodářství ocitlo v krizi.

## Kultura a školství
Ve Zvečanu se nachází Vysoká škola technických odborných studií a od roku 2001 i Fakulta umění Univerzity v Prištině. Často se zde konají koncerty a aktivity scény Národního divadla, která byla rovněž po roce 1999 přemístěna z Prištiny. Obec má i vlastní muzeum.
V blízkosti města se nachází také středověký Klášter Banjska.

## Doprava
Zvečanem prochází hlavní silniční tahy z Kosovské Mitrovice do centrálního Srbska údolím řeky Ibar. Ve stejném směru je také vedena i železniční trať. Zvečan má své vlastní nádraží, které slouží pro osobní i nákladní dopravu.